# Лысковский пивоваренный завод
Лы́сковский пивова́ренный заво́д — предприятие, расположенное в Лысковском районе Нижегородской области, производящее пиво и безалкогольные напитки.
Предприятие является старейшим пивзаводом в Нижегородской области.

## История

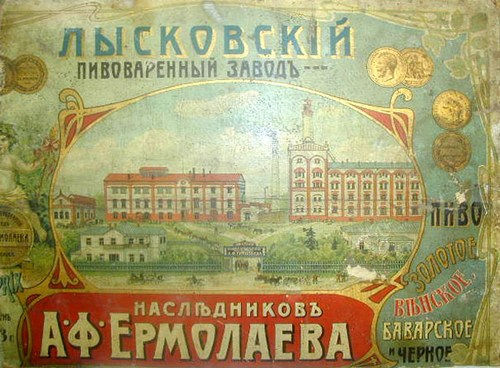

Завод был основан в 1860 году А. Ф. Ермолаевым. Находился на окраине Лыскова, за Нижегородско-Казанским почтовым трактом, занимал обширную площадь около 33 га. На этой территории помимо производственных и складских зданий, находился целый ряд обслуживающих и вспомогательных построек: дома для служащих, бани, погреба, столовая, мойка, силовая станция, водокачки, кузницы, мельницы, конюшни (всего более тридцати строений — каменных и деревянных). Солодовня и пивоваренный корпус, составляющие ядро производственного комплекса, размещались в центре участка.

## Продукция
В настоящее время завод выпускает 21 сорт пива премиум- и экономкласса. Безалкогольные напитки: 7 видов кваса, 5 наименований лимонада премиум-класса под маркой «Ностальгия», 6 наименований лимонада экономкласса. Продукция разливается в КЕГ-тару 50 или 30 литров; а также в стеклянную бутылку 0,5 л и пластиковую бутылку 0,6 л; 1,5 л, 3л.

## Успехи и достижения
За долгую историю развития продукция предприятия завоевала множество наград. Так, ещё в 1903 году на выставке в Лондоне лысковское пиво было удостоено награды Гран-при.